# Lista siturilor arheologice din județul Caraș-Severin - S
Lista siturilor arheologice din județul Caraș-Severin - S conține toate siturile arheologice din județul Caraș-Severin înscrise în Repertoriul Arheologic Național (RAN) și aflate în localități al căror nume începe cu litera S. RAN este administrat de Ministerul Culturii și Patrimoniului Național și cuprinde date științifice, cartografice, topografice, imagini și planuri, precum și orice alte informații privitoare la zonele cu potențial arheologic, studiate sau nu, încă existente sau dispărute.
Puteți căuta un sit din localitățile care încep cu litera S folosind formularul de mai jos sau puteți naviga prin toate siturile din județ la Lista siturilor arheologice din județul Caraș-Severin.
| Cod RAN                                  | Denumire | Localitate                                    | Adresă                                | Datare                                | Descoperit | Coordonate                                              | Imagine           | Erori            |
| ---------------------------------------- | --- | --------------------------------------------- | ------------------------------------- | ------------------------------------- | ---------- | ------------------------------------------------------- | ----------------- | ---------------- |
| 53808.01.01 (Cod LMI: CS-I-s-B-10873)    | Mina romană de la Sasca Montană - "Dealul Tecla" / ansamblu anonim (Categorie: exploatare/carieră) (Tip: Mină)                                           | sat Sasca Montană, comuna Sasca Montană       | Dealul Tecla                          | romană sec. II - III                  |            |                                                         | Încărcați imagine | Raportați eroare |
| 54065.01.01 (Cod LMI: CS-I-m-B-10874.02) | Situl arheologic de la Slatina - Timiș - "Gura Ilovei" / ansamblu anonim (Categorie: locuire civilă) (Tip: Așezare)                                      | sat Slatina-Timiș, comuna Slatina-Timiș       | Gura Ilovei                           | Sălcuța                               | 1981       |                                                         | Încărcați imagine | Raportați eroare |
| 54065.01.02 (Cod LMI: CS-I-m-B-10874.01) | Situl arheologic de la Slatina - Timiș - "Gura Ilovei" / ansamblu anonim (Categorie: locuire civilă) (Tip: Așezare)                                      | sat Slatina-Timiș, comuna Slatina-Timiș       | Gura Ilovei                           | Tiszapolgár                           | 1981       |                                                         | Încărcați imagine | Raportați eroare |
| 54065.01.03 (Cod LMI: CS-I-s-B-10874)    | Situl arheologic de la Slatina - Timiș - "Gura Ilovei" / ansamblu anonim (Categorie: locuire civilă) (Tip: Așezare)                                      | sat Slatina-Timiș, comuna Slatina-Timiș       | Gura Ilovei                           | Bodrogkeresztur                       | 1981       |                                                         | Încărcați imagine | Raportați eroare |
| 54118.01.01 (Cod LMI: CS-I-s-B-10875)    | Situl arheologic de la Socol - "Palanacki Breg" / ansamblu anonim (Categorie: locuire civilă) (Tip: Așezare fortificată)                                 | sat Socol, comuna Socol                       | Palanacki Breg                        | geto-dacică sec. I a.Chr. - II p.Chr. |            | 45°20′00″N 25°10′00″E / 45.33333°N 25.16667°E           | Încărcați imagine | Raportați eroare |
| 54118.01.02 (Cod LMI: CS-I-s-B-10875)    | Situl arheologic de la Socol - "Palanacki Breg" / ansamblu anonim (Categorie: locuire civilă) (Tip: Fortificație)                                        | sat Socol, comuna Socol                       | Palanacki Breg                        | geto-dacică                           |            | 45°20′00″N 25°10′00″E / 45.33333°N 25.16667°E           | Încărcați imagine | Raportați eroare |
| 54118.01.03 (Cod LMI: CS-I-s-B-10875)    | Situl arheologic de la Socol - "Palanacki Breg" / ansamblu anonim (Categorie: locuire civilă) (Tip: Așezare)                                             | sat Socol, comuna Socol                       | Palanacki Breg                        |                                       |            | 45°20′00″N 25°10′00″E / 45.33333°N 25.16667°E           | Încărcați imagine | Raportați eroare |
| 54118.01.04 (Cod LMI: CS-I-s-B-10875)    | Situl arheologic de la Socol - "Palanacki Breg" / ansamblu anonim (Categorie: locuire civilă) (Tip: Așezare)                                             | sat Socol, comuna Socol                       | Palanacki Breg                        | Gârla Mare                            |            | 45°20′00″N 25°10′00″E / 45.33333°N 25.16667°E           | Încărcați imagine | Raportați eroare |
| 51975.01.01 (Cod LMI: CS-I-s-B-10876)    | Cetatea medievală de la Socolari - "Dealul Cetate" / ansamblu Ilidia (Categorie: locuire civilă) (Tip: Cetate)                                           | sat Socolari, comuna Ciclova Română           | Dealul Cetate                         | sec. XIV - XV                         |            |                                                         | Încărcați imagine | Raportați eroare |
| 52892.01.01 (Cod LMI: CS-I-m-B-10877.02) | Situl arheologic de la Surducu Mare - "Rovină" / ansamblu Centum Putei (Categorie: locuire militară) (Tip: Castru)                                       | sat Surducu Mare, comuna Forotic              | Rovină                                | romană sec. II - III                  |            |                                                         | Încărcați imagine | Raportați eroare |
| 52892.01.02 (Cod LMI: CS-I-m-B-10877.01) | Situl arheologic de la Surducu Mare - "Rovină" / ansamblu anonim (Categorie: locuire militară) (Tip: Așezare)                                            | sat Surducu Mare, comuna Forotic              | Rovină                                | romană sec. II - III                  |            |                                                         | Încărcați imagine | Raportați eroare |
| 52892.01.03 (Cod LMI: CS-I-s-B-10877)    | Situl arheologic de la Surducu Mare - "Rovină" / ansamblu anonim (Categorie: locuire militară) (Tip: Așezare)                                            | sat Surducu Mare, comuna Forotic              | Rovină                                |                                       |            | 45°16′24″N 21°35′57″E / 45.2734055556°N 21.5991666667°E | Încărcați imagine | Raportați eroare |
| 54118.02.01                              | Situl arheologic medieval de la Socol - "Okruglița" / ansamblu anonim (Categorie: construcție de cult) (Tip: Necropolă)                                  | sat Socol, comuna Socol                       | Okruglița                             | sec.XV                                |            |                                                         | Încărcați imagine | Raportați eroare |
| 54118.02.02                              | Situl arheologic medieval de la Socol - "Okruglița" / ansamblu anonim (Categorie: construcție de cult) (Tip: biserică)                                   | sat Socol, comuna Socol                       | Okruglița                             |                                       |            |                                                         | Încărcați imagine | Raportați eroare |
| 50905.01.01                              | Situl arheologic de la Steierdorf - "Peștera Hoților" / ansamblu anonim (Categorie: depozit/tezaur) (Tip: Așezare în peșteră)                            | localitate componentă Steierdorf, oraș Anina  | Peștera Hoților                       | Starčevo - Criș                       | 2004       | 45°01′00″N 21°50′00″E / 45.01667°N 21.83333°E           | Încărcați imagine | Raportați eroare |
| 50905.01.02                              | Situl arheologic de la Steierdorf - "Peștera Hoților" / ansamblu anonim (Categorie: depozit/tezaur) (Tip: Așezare)                                       | localitate componentă Steierdorf, oraș Anina  | Peștera Hoților                       | Coțofeni                              | 2004       | 45°01′00″N 21°50′00″E / 45.01667°N 21.83333°E           | Încărcați imagine | Raportați eroare |
| 50905.01.03                              | Situl arheologic de la Steierdorf - "Peștera Hoților" / ansamblu anonim (Categorie: depozit/tezaur) (Tip: Așezare)                                       | localitate componentă Steierdorf, oraș Anina  | Peștera Hoților                       |                                       | 2004       | 45°01′00″N 21°50′00″E / 45.01667°N 21.83333°E           | Încărcați imagine | Raportați eroare |
| 50905.01.04                              | Situl arheologic de la Steierdorf - "Peștera Hoților" / ansamblu anonim (Categorie: depozit/tezaur) (Tip: Așezare)                                       | localitate componentă Steierdorf, oraș Anina  | Peștera Hoților                       |                                       | 2004       | 45°01′00″N 21°50′00″E / 45.01667°N 21.83333°E           | Încărcați imagine | Raportați eroare |
| 50905.01.05                              | Situl arheologic de la Steierdorf - "Peștera Hoților" / ansamblu anonim (Categorie: depozit/tezaur) (Tip: Așezare)                                       | localitate componentă Steierdorf, oraș Anina  | Peștera Hoților                       |                                       | 2004       | 45°01′00″N 21°50′00″E / 45.01667°N 21.83333°E           | Încărcați imagine | Raportați eroare |
| 50905.01.06                              | Situl arheologic de la Steierdorf - "Peștera Hoților" / ansamblu anonim (Categorie: depozit/tezaur) (Tip: Așezare)                                       | localitate componentă Steierdorf, oraș Anina  | Peștera Hoților                       |                                       | 2004       | 45°01′00″N 21°50′00″E / 45.01667°N 21.83333°E           | Încărcați imagine | Raportați eroare |
| 50905.01.07                              | Situl arheologic de la Steierdorf - "Peștera Hoților" / ansamblu anonim (Categorie: depozit/tezaur) (Tip: Așezare)                                       | localitate componentă Steierdorf, oraș Anina  | Peștera Hoților                       |                                       | 2004       | 45°01′00″N 21°50′00″E / 45.01667°N 21.83333°E           | Încărcați imagine | Raportați eroare |
| 50905.01.08                              | Situl arheologic de la Steierdorf - "Peștera Hoților" / ansamblu anonim (Categorie: depozit/tezaur) (Tip: Așezare)                                       | localitate componentă Steierdorf, oraș Anina  | Peștera Hoților                       |                                       | 2004       | 45°01′00″N 21°50′00″E / 45.01667°N 21.83333°E           | Încărcați imagine | Raportați eroare |
| 50905.02.01                              | Peștera cu Oase de la Steierdorf - "Plopa - Ponor" / ansamblu anonim (Categorie: locuire civilă) (Tip: Așezare în peșteră)                               | localitate componentă Steierdorf, oraș Anina  | Plopa-Ponor, Peștera cu Oase          |                                       | 2004       | 45°01′00″N 21°50′00″E / 45.01667°N 21.83333°E           | Încărcați imagine | Raportați eroare |
| 53764.01.01                              | Situl arheologic de la Sacu- Țărinioară - Pelcea / ansamblu anonim (Categorie: locuire) (Tip: așezare)                                                   | sat Sacu, comuna Sacu                         | Țărinioară - Pelcea                   | Balta Sărată                          |            |                                                         | Încărcați imagine | Raportați eroare |
| 53764.01.02                              | Situl arheologic de la Sacu- Țărinioară - Pelcea / ansamblu anonim (Categorie: locuire) (Tip: Așezare)                                                   | sat Sacu, comuna Sacu                         | Țărinioară - Pelcea                   | Basarabi                              |            |                                                         | Încărcați imagine | Raportați eroare |
| 53764.02.01                              | Așezarea Coțofeni de la Sacu- Islaz / ansamblu anonim (Categorie: locuire) (Tip: Așezare)                                                                | sat Sacu, comuna Sacu                         | Islaz                                 | Coțofeni                              |            |                                                         | Încărcați imagine | Raportați eroare |
| 53808.03.01                              | Situl arheologic de la Sasca Montană- Peștera Dubanăț / ansamblu anonim (Categorie: locuire în peșteră) (Tip: așezare în peșteră)                        | sat Sasca Montană, comuna Sasca Montană       | Peștera Dubanăț                       |                                       |            |                                                         | Încărcați imagine | Raportați eroare |
| 53808.03.02                              | Situl arheologic de la Sasca Montană- Peștera Dubanăț / ansamblu anonim (Categorie: locuire în peșteră) (Tip: așezare în peșteră)                        | sat Sasca Montană, comuna Sasca Montană       | Peștera Dubanăț                       |                                       |            |                                                         | Încărcați imagine | Raportați eroare |
| 53808.03.03                              | Situl arheologic de la Sasca Montană- Peștera Dubanăț / ansamblu anonim (Categorie: locuire în peșteră) (Tip: așezare în peșteră)                        | sat Sasca Montană, comuna Sasca Montană       | Peștera Dubanăț                       |                                       |            |                                                         | Încărcați imagine | Raportați eroare |
| 53808.03.04                              | Situl arheologic de la Sasca Montană- Peștera Dubanăț / ansamblu anonim (Categorie: locuire în peșteră) (Tip: așezare în peșteră)                        | sat Sasca Montană, comuna Sasca Montană       | Peștera Dubanăț                       |                                       |            |                                                         | Încărcați imagine | Raportați eroare |
| 53808.04.01                              | Situl arheologic de la Sasca Montană- Peștera Colțu Cătănii / ansamblu anonim (Categorie: locuire în peșteră) (Tip: Așezare în peșteră)                  | sat Sasca Montană, comuna Sasca Montană       | Peștera Colțu Cătănii                 |                                       |            |                                                         | Încărcați imagine | Raportați eroare |
| 53808.04.02                              | Situl arheologic de la Sasca Montană- Peștera Colțu Cătănii / ansamblu anonim (Categorie: locuire în peșteră) (Tip: Așezare în peșteră)                  | sat Sasca Montană, comuna Sasca Montană       | Peștera Colțu Cătănii                 | Coțofeni                              |            |                                                         | Încărcați imagine | Raportați eroare |
| 53808.04.03                              | Situl arheologic de la Sasca Montană- Peștera Colțu Cătănii / ansamblu anonim (Categorie: locuire în peșteră) (Tip: Așezare în peșteră)                  | sat Sasca Montană, comuna Sasca Montană       | Peștera Colțu Cătănii                 |                                       |            |                                                         | Încărcați imagine | Raportați eroare |
| 53808.04.04                              | Situl arheologic de la Sasca Montană- Peștera Colțu Cătănii / ansamblu anonim (Categorie: locuire în peșteră) (Tip: Așezare în peșteră)                  | sat Sasca Montană, comuna Sasca Montană       | Peștera Colțu Cătănii                 |                                       |            |                                                         | Încărcați imagine | Raportați eroare |
| 53835.01.01                              | Situl arheologic de la Sasca Română- Gaura Porcariului / ansamblu anonim (Categorie: locuire în peșteră) (Tip: Locuire în peșteră)                       | sat Sasca Română, comuna Sasca Montană        | Peștera Gaura Porcariului             | Tiszapolgár                           |            |                                                         | Încărcați imagine | Raportați eroare |
| 53835.01.02                              | Situl arheologic de la Sasca Română- Gaura Porcariului / ansamblu anonim (Categorie: locuire în peșteră) (Tip: Locuire în peșteră)                       | sat Sasca Română, comuna Sasca Montană        | Peștera Gaura Porcariului             |                                       |            |                                                         | Încărcați imagine | Raportați eroare |
| 53835.02.01                              | Situl arheologic de la Sasca Română- Peștera Dubova / ansamblu anonim (Categorie: locuire în peșteră) (Tip: Așezare în peșteră)                          | sat Sasca Română, comuna Sasca Montană        | Peștera Dubova                        |                                       |            |                                                         | Încărcați imagine | Raportați eroare |
| 53835.02.02                              | Situl arheologic de la Sasca Română- Peștera Dubova / ansamblu anonim (Categorie: locuire în peșteră) (Tip: Așezare în peșteră)                          | sat Sasca Română, comuna Sasca Montană        | Peștera Dubova                        |                                       |            |                                                         | Încărcați imagine | Raportați eroare |
| 53835.02.03                              | Situl arheologic de la Sasca Română- Peștera Dubova / ansamblu anonim (Categorie: locuire în peșteră) (Tip: Așezare în peșteră)                          | sat Sasca Română, comuna Sasca Montană        | Peștera Dubova                        |                                       |            |                                                         | Încărcați imagine | Raportați eroare |
| 53835.03.01                              | Situl arheologic de la Sasca Română- Peștera Rolului / ansamblu anonim (Categorie: locuire în peșteră) (Tip: Așezare în peșteră)                         | sat Sasca Română, comuna Sasca Montană        | Peștera Rolului                       | Sălcuța                               |            |                                                         | Încărcați imagine | Raportați eroare |
| 53835.03.02                              | Situl arheologic de la Sasca Română- Peștera Rolului / ansamblu anonim (Categorie: locuire în peșteră) (Tip: Așezare în peșteră)                         | sat Sasca Română, comuna Sasca Montană        | Peștera Rolului                       |                                       |            |                                                         | Încărcați imagine | Raportați eroare |
| 53835.03.03                              | Situl arheologic de la Sasca Română- Peștera Rolului / ansamblu anonim (Categorie: locuire în peșteră) (Tip: Așezare în peșteră)                         | sat Sasca Română, comuna Sasca Montană        | Peștera Rolului                       |                                       |            |                                                         | Încărcați imagine | Raportați eroare |
| 53835.03.04                              | Situl arheologic de la Sasca Română- Peștera Rolului / ansamblu anonim (Categorie: locuire în peșteră) (Tip: Așezare în peșteră)                         | sat Sasca Română, comuna Sasca Montană        | Peștera Rolului                       |                                       |            |                                                         | Încărcați imagine | Raportați eroare |
| 53835.04.01                              | Situl arheologic de la Sasca Română- Peștera Dubovăț / ansamblu anonim (Categorie: locuire în peșteră) (Tip: Locuire în peșteră)                         | sat Sasca Română, comuna Sasca Montană        | Peștera Dubovăț                       |                                       |            |                                                         | Încărcați imagine | Raportați eroare |
| 53835.04.02                              | Situl arheologic de la Sasca Română- Peștera Dubovăț / ansamblu anonim (Categorie: locuire în peșteră) (Tip: Locuire în peșteră)                         | sat Sasca Română, comuna Sasca Montană        | Peștera Dubovăț                       |                                       |            |                                                         | Încărcați imagine | Raportați eroare |
| 53835.04.03                              | Situl arheologic de la Sasca Română- Peștera Dubovăț / ansamblu anonim (Categorie: locuire în peșteră) (Tip: Locuire în peșteră)                         | sat Sasca Română, comuna Sasca Montană        | Peștera Dubovăț                       | sec. XVIII                            |            |                                                         | Încărcați imagine | Raportați eroare |
| 53835.05.01                              | Situl arheologic de la Sasca Română- Peștera Mare de la Găuri / ansamblu anonim (Categorie: locuire în peșteră) (Tip: Locuire în peșteră)                | sat Sasca Română, comuna Sasca Montană        | Peștera Mare de la Găuri              |                                       |            |                                                         | Încărcați imagine | Raportați eroare |
| 53835.05.02                              | Situl arheologic de la Sasca Română- Peștera Mare de la Găuri / ansamblu anonim (Categorie: locuire în peșteră) (Tip: Locuire în peșteră)                | sat Sasca Română, comuna Sasca Montană        | Peștera Mare de la Găuri              |                                       |            |                                                         | Încărcați imagine | Raportați eroare |
| 53835.05.03                              | Situl arheologic de la Sasca Română- Peștera Mare de la Găuri / ansamblu anonim (Categorie: locuire în peșteră) (Tip: Locuire în peșteră)                | sat Sasca Română, comuna Sasca Montană        | Peștera Mare de la Găuri              |                                       |            |                                                         | Încărcați imagine | Raportați eroare |
| 53835.05.04                              | Situl arheologic de la Sasca Română- Peștera Mare de la Găuri / ansamblu anonim (Categorie: locuire în peșteră) (Tip: Locuire în peșteră)                | sat Sasca Română, comuna Sasca Montană        | Peștera Mare de la Găuri              | sec. Xv-XVIII                         |            |                                                         | Încărcați imagine | Raportați eroare |
| 53835.06.01                              | Situl arheologic de la Sasca Română- Peștera 2 Mai / ansamblu anonim (Categorie: locuire în peșteră) (Tip: Așezare în peșteră)                           | sat Sasca Română, comuna Sasca Montană        | Peștera 2 Mai                         |                                       |            |                                                         | Încărcați imagine | Raportați eroare |
| 53835.06.02                              | Situl arheologic de la Sasca Română- Peștera 2 Mai / ansamblu anonim (Categorie: locuire în peșteră) (Tip: Locuire în peșteră)                           | sat Sasca Română, comuna Sasca Montană        | Peștera 2 Mai                         |                                       |            |                                                         | Încărcați imagine | Raportați eroare |
| 53835.07.01                              | Situl arheologic de la Sasca Română- Peștera nr.1 din Socolovăț / ansamblu anonim (Categorie: locuire în peșteră) (Tip: Așezare în peșteră)              | sat Sasca Română, comuna Sasca Montană        | Peștera nr.1 din Socolovăț            |                                       |            |                                                         | Încărcați imagine | Raportați eroare |
| 53835.07.02                              | Situl arheologic de la Sasca Română- Peștera nr.1 din Socolovăț / ansamblu anonim (Categorie: locuire în peșteră) (Tip: Locuire în peșteră)              | sat Sasca Română, comuna Sasca Montană        | Peștera nr.1 din Socolovăț            |                                       |            |                                                         | Încărcați imagine | Raportați eroare |
| 53835.08.01                              | Situl arheologic de la Sasca Română- Peștera Socolovăț / ansamblu anonim (Categorie: locuire în peșteră) (Tip: Așezare în peșteră)                       | sat Sasca Română, comuna Sasca Montană        | Peștera Socolovăț                     |                                       |            |                                                         | Încărcați imagine | Raportați eroare |
| 53835.08.02                              | Situl arheologic de la Sasca Română- Peștera Socolovăț / ansamblu anonim (Categorie: locuire în peșteră) (Tip: Locuire în peșteră)                       | sat Sasca Română, comuna Sasca Montană        | Peștera Socolovăț                     |                                       |            |                                                         | Încărcați imagine | Raportați eroare |
| 53835.09.01                              | Așezarea Coțofeni de la Sasca Română- Priod / ansamblu anonim (Categorie: locuire) (Tip: Așezare)                                                        | sat Sasca Română, comuna Sasca Montană        | Priod                                 | Coțofeni                              |            |                                                         | Încărcați imagine | Raportați eroare |
| 52838.01.01                              | Așezarea neolitică de la Scăiuș / ansamblu anonim (Categorie: locuire) (Tip: Așezare)                                                                    | sat Scăiuș, comuna Fârliug                    |                                       | Vinča                                 |            |                                                         | Încărcați imagine | Raportați eroare |
| 50843.01.01                              | Locuirea în peșteră de la Secu- Peștera Gaura Pârșului / ansamblu anonim (Categorie: locuire în peșteră) (Tip: Locuire în peșteră)                       | localitate componentă Secu, municipiul Reșița | Peștera Gaura Pârșului                | Coțofeni                              |            |                                                         | Încărcați imagine | Raportați eroare |
| 50843.01.02                              | Locuirea în peșteră de la Secu- Peștera Gaura Pârșului / ansamblu anonim (Categorie: locuire în peșteră) (Tip: Locuire în peșteră)                       | localitate componentă Secu, municipiul Reșița | Peștera Gaura Pârșului                |                                       |            |                                                         | Încărcați imagine | Raportați eroare |
| 50843.01.03                              | Locuirea în peșteră de la Secu- Peștera Gaura Pârșului / ansamblu anonim (Categorie: locuire în peșteră) (Tip: Locuire în peșteră)                       | localitate componentă Secu, municipiul Reșița | Peștera Gaura Pârșului                | sec. VIII-IX                          |            |                                                         | Încărcați imagine | Raportați eroare |
| 50843.01.04                              | Locuirea în peșteră de la Secu- Peștera Gaura Pârșului / ansamblu anonim (Categorie: locuire în peșteră) (Tip: Locuire în peșteră)                       | localitate componentă Secu, municipiul Reșița | Peștera Gaura Pârșului                |                                       |            |                                                         | Încărcați imagine | Raportați eroare |
| 53504.01.01                              | Așezarea neolitică de la Sfânta Elena / ansamblu anonim (Categorie: locuire) (Tip: Așezare)                                                              | sat Sfânta Elena, comuna Coronini             |                                       | Starčevo - Criș                       |            |                                                         | Încărcați imagine | Raportați eroare |
| 53862.01.01                              | Situl arheologic de la Sichevița- Primărie / ansamblu anonim (Categorie: locuire) (Tip: Așezare)                                                         | sat Sichevița, comuna Sichevița               | Primărie                              | Starčevo - Criș                       |            |                                                         | Încărcați imagine | Raportați eroare |
| 53862.01.02                              | Situl arheologic de la Sichevița- Primărie / ansamblu anonim (Categorie: locuire) (Tip: Așezare)                                                         | sat Sichevița, comuna Sichevița               | Primărie                              |                                       |            |                                                         | Încărcați imagine | Raportați eroare |
| 53862.02.01                              | Fortificația din epoca bronzului de la Sichevița- Dealul Mieilor / ansamblu anonim (Categorie: fortificație) (Tip: Fortificație)                         | sat Sichevița, comuna Sichevița               | Dealul Mieilor                        |                                       |            |                                                         | Încărcați imagine | Raportați eroare |
| 53844.02.01                              | Așezarea daco-romană de la Slatina-Nera- Șpițul Bogodințiului / ansamblu anonim (Categorie: locuire) (Tip: Așezare)                                      | sat Slatina-Nera, comuna Sasca Montană        | Șpițul Bogodințiului                  | sec.II-III                            |            |                                                         | Încărcați imagine | Raportați eroare |
| 53844.03.01                              | Situl arheologic de la Slatina-Nera- Câmpul Petrilei / ansamblu anonim (Categorie: locuire) (Tip: Așezare)                                               | sat Slatina-Nera, comuna Sasca Montană        | Câmpul Petrilei                       | daco-romană sec. III-IV               |            |                                                         | Încărcați imagine | Raportați eroare |
| 53844.03.02                              | Situl arheologic de la Slatina-Nera- Câmpul Petrilei / ansamblu anonim (Categorie: locuire) (Tip: Așezare)                                               | sat Slatina-Nera, comuna Sasca Montană        | Câmpul Petrilei                       | sec. XIV-XV                           |            |                                                         | Încărcați imagine | Raportați eroare |
| 54118.03.01                              | Așezarea neolitică de la Socol- Kruglița de Jos / ansamblu anonim (Categorie: locuire civilă) (Tip: Așezare)                                             | sat Socol, comuna Socol                       | Kruglița de Jos                       | Starčevo - Criș                       |            |                                                         | Încărcați imagine | Raportați eroare |
| 52892.02.01                              | Așezarea Vinca de la Surducu Mare- Gruniul cu Cremene / ansamblu anonim (Categorie: locuire) (Tip: Așezare)                                              | sat Surducu Mare, comuna Forotic              | Gruniul cu Cremene                    | Vinča                                 |            |                                                         | Încărcați imagine | Raportați eroare |
| 53764.03.01                              | Așezarea preistorică de la Sacu - Zăvoi / ansamblu anonim (Categorie: locuire) (Tip: Așezare)                                                            | sat Sacu, comuna Sacu                         | Zăvoi                                 |                                       |            |                                                         | Încărcați imagine | Raportați eroare |
| 53764.04.01                              | Așezarea preistorică de la Sacu - Bucium / ansamblu anonim (Categorie: locuire) (Tip: Așezare)                                                           | sat Sacu, comuna Sacu                         | Bucium                                |                                       |            |                                                         | Încărcați imagine | Raportați eroare |
| 53764.05.01                              | Așezarea preistorică de la Sacu - Sat Bătrân / ansamblu anonim (Categorie: locuire) (Tip: Așezare)                                                       | sat Sacu, comuna Sacu                         | Sat Bătrân                            |                                       |            |                                                         | Încărcați imagine | Raportați eroare |
| 53835.10.01                              | Așezarea Medievală de la Sasca Română - Peșterile lui Vât / ansamblu anonim (Categorie: locuire) (Tip: Așezare în peșteră)                               | sat Sasca Română, comuna Sasca Montană        | Peșterile lui Vât                     |                                       |            |                                                         | Încărcați imagine | Raportați eroare |
| 53835.11.01                              | Așezarea Medievală de la Sasca Română - Peștera lui Vât II / ansamblu anonim (Categorie: locuire) (Tip: Așezare în peșteră)                              | sat Sasca Română, comuna Sasca Montană        | Peștera lui Vât II                    |                                       |            |                                                         | Încărcați imagine | Raportați eroare |
| 53835.12.01                              | Așezarea de epocă modernă de la Sasca Română - Peștera Gaura Hicleană / ansamblu anonim (Categorie: locuire) (Tip: Așezare în peșteră)                   | sat Sasca Română, comuna Sasca Montană        | Peștera Gaura Hicleană                | sex. XVIII                            |            |                                                         | Încărcați imagine | Raportați eroare |
| 53835.13.01                              | Așezarea Medievală de la Sasca Română - Peștera Mică de lângă Peștera lui Vât / ansamblu anonim (Categorie: locuire) (Tip: Așezare în peșteră)           | sat Sasca Română, comuna Sasca Montană        | Peștera Mică de lângă Peștera lui Vât |                                       |            |                                                         | Încărcați imagine | Raportați eroare |
| 53835.14.01                              | Așezarea eneolitică de la Sasca Română - Cut / ansamblu anonim (Categorie: locuire) (Tip: Așezare)                                                       | sat Sasca Română, comuna Sasca Montană        | Cut                                   |                                       |            |                                                         | Încărcați imagine | Raportați eroare |
| 53835.15.01                              | Așezarea Coțofeni de la Sasca Română - Priod / ansamblu anonim (Categorie: locuire) (Tip: Așezare)                                                       | sat Sasca Română, comuna Sasca Montană        | Priod                                 | Coțofeni                              |            |                                                         | Încărcați imagine | Raportați eroare |
| 53835.16.01                              | Complexul de movile de epocă necunoscută de la Sasca Română / ansamblu anonim (Categorie: descoperire funerară) (Tip: complex de movile)                 | sat Sasca Română, comuna Sasca Montană        |                                       |                                       |            |                                                         | Încărcați imagine | Raportați eroare |
| 53835.17.01                              | Drumul roman de la Sasca Romană / ansamblu anonim (Categorie: transport-comunicații) (Tip: Drum)                                                         | sat Sasca Română, comuna Sasca Montană        |                                       |                                       |            |                                                         | Încărcați imagine | Raportați eroare |
| 53835.18.01                              | Așezarea daco-romană de la Sasca Romană / ansamblu anonim (Categorie: locuire) (Tip: Așezare)                                                            | sat Sasca Română, comuna Sasca Montană        |                                       | sec. III-IV                           |            |                                                         | Încărcați imagine | Raportați eroare |
| 53835.19.01                              | Situl arheologic de la Sasca Romană - Mina Sasca Romană / ansamblu anonim (Categorie: exploatare/carieră) (Tip: Mină)                                    | sat Sasca Română, comuna Sasca Montană        | Mina Sasca Romană                     |                                       |            |                                                         | Încărcați imagine | Raportați eroare |
| 53835.19.02                              | Situl arheologic de la Sasca Romană - Mina Sasca Romană / ansamblu anonim (Categorie: exploatare/carieră) (Tip: Mină)                                    | sat Sasca Română, comuna Sasca Montană        | Mina Sasca Romană                     |                                       |            |                                                         | Încărcați imagine | Raportați eroare |
| 51289.01.01                              | Situl arheologic de la Sat Bătrân - Dealul Bisericii / ansamblu anonim (Categorie: locuire) (Tip: Așezare)                                               | sat Sat Bătrân, comuna Armeniș                | Dealul Bisericii                      |                                       |            |                                                         | Încărcați imagine | Raportați eroare |
| 51289.01.02                              | Situl arheologic de la Sat Bătrân - Dealul Bisericii / ansamblu anonim (Categorie: locuire) (Tip: Biserică)                                              | sat Sat Bătrân, comuna Armeniș                | Dealul Bisericii                      |                                       |            |                                                         | Încărcați imagine | Raportați eroare |
| 53773.01.01                              | Movilele de epocă necunoscută de la Sălbăgelu Nou / ansamblu anonim (Categorie: descoperire funerară) (Tip: movile de pământ)                            | sat Sălbăgelu Nou, comuna Sacu                |                                       |                                       |            |                                                         | Încărcați imagine | Raportați eroare |
| 54332.01.01                              | Așezarea medievală de la Secășeni / ansamblu anonim (Categorie: locuire) (Tip: Așezare)                                                                  | sat Secășeni, comuna Ticvaniu Mare            |                                       |                                       |            |                                                         | Încărcați imagine | Raportați eroare |
| 50843.02.01                              | Fortificația medievală de la Secu - Gaura Turcului / ansamblu anonim (Categorie: locuire) (Tip: fortificație în peșteră)                                 | localitate componentă Secu, municipiul Reșița | Gaura Turcului                        |                                       |            |                                                         | Încărcați imagine | Raportați eroare |
| 53862.03.01                              | Situl arheologic de la Sichevița - Magazinul Alimentar / ansamblu anonim (Categorie: locuire) (Tip: Așezare)                                             | sat Sichevița, comuna Sichevița               | Magazinul Alimentar                   | Starčevo - Criș                       |            |                                                         | Încărcați imagine | Raportați eroare |
| 53862.03.02                              | Situl arheologic de la Sichevița - Magazinul Alimentar / ansamblu anonim (Categorie: locuire) (Tip: Așezare)                                             | sat Sichevița, comuna Sichevița               | Magazinul Alimentar                   |                                       |            |                                                         | Încărcați imagine | Raportați eroare |
| 53862.04.01                              | Necropola neolitică de la Sichevița - Cracul cu Morminți / ansamblu anonim (Categorie: descoperire funerară) (Tip: Necropolă)                            | sat Sichevița, comuna Sichevița               | Cracul cu Morminți                    |                                       |            |                                                         | Încărcați imagine | Raportați eroare |
| 53862.05.01                              | Așezarea neolitică de la Sichevița - Ogașul Cirinii / ansamblu anonim (Categorie: locuire) (Tip: Așezare)                                                | sat Sichevița, comuna Sichevița               | Ogașul Cirinii                        |                                       |            |                                                         | Încărcați imagine | Raportați eroare |
| 53862.06.01                              | Bordeiul de epocă dacică de la Sichevița - Biserică / ansamblu anonim (Categorie: locuire) (Tip: bordei)                                                 | sat Sichevița, comuna Sichevița               | Biserică                              | dacică                                |            |                                                         | Încărcați imagine | Raportați eroare |
| 53862.07.01                              | Așezarea de epocă dacică de la Sichevița - Lângă Dispensar / ansamblu anonim (Categorie: locuire) (Tip: Așezare)                                         | sat Sichevița, comuna Sichevița               | Lângă Dispensar                       | dacică                                |            |                                                         | Încărcați imagine | Raportați eroare |
| 53844.04.01                              | Așezarea daco-romană de la Slatina-Nera / ansamblu anonim (Categorie: locuire) (Tip: Așezare)                                                            | sat Slatina-Nera, comuna Sasca Montană        |                                       | sec. IV                               |            |                                                         | Încărcați imagine | Raportați eroare |
| 53844.05.01                              | Situl arheologic de la Slatina-Nera - Mina Nera / ansamblu anonim (Categorie: exploatare/carieră) (Tip: Așezare)                                         | sat Slatina-Nera, comuna Sasca Montană        | Mina Nera                             | dacică                                |            |                                                         | Încărcați imagine | Raportați eroare |
| 53844.05.02                              | Situl arheologic de la Slatina-Nera - Mina Nera / ansamblu anonim (Categorie: exploatare/carieră) (Tip: Mină)                                            | sat Slatina-Nera, comuna Sasca Montană        | Mina Nera                             |                                       |            |                                                         | Încărcați imagine | Raportați eroare |
| 54065.03.01                              | Așezarea neolitică de la Slatina-Timiș - Dealul lui Romulus / ansamblu anonim (Categorie: locuire) (Tip: Așezare)                                        | sat Slatina-Timiș, comuna Slatina-Timiș       | Dealul lui Romulus                    | Tiszapolgár                           |            |                                                         | Încărcați imagine | Raportați eroare |
| 54065.04.01                              | Așezarea de epocă romană de la Slatina- Timiș / ansamblu anonim (Categorie: locuire) (Tip: Așezare)                                                      | sat Slatina-Timiș, comuna Slatina-Timiș       |                                       |                                       |            |                                                         | Încărcați imagine | Raportați eroare |
| 54065.04.02                              | Așezarea de epocă romană de la Slatina- Timiș / ansamblu anonim (Categorie: locuire) (Tip: Drum)                                                         | sat Slatina-Timiș, comuna Slatina-Timiș       |                                       |                                       |            |                                                         | Încărcați imagine | Raportați eroare |
| 54065.05.01                              | Situl arheologic de la Slatina-Timiș - Mina Slatina / ansamblu anonim (Categorie: exploatare/carieră) (Tip: mină de aur)                                 | sat Slatina-Timiș, comuna Slatina-Timiș       | Mina Slatina                          |                                       |            |                                                         | Încărcați imagine | Raportați eroare |
| 54065.05.02                              | Situl arheologic de la Slatina-Timiș - Mina Slatina / ansamblu anonim (Categorie: exploatare/carieră) (Tip: mină de aur)                                 | sat Slatina-Timiș, comuna Slatina-Timiș       | Mina Slatina                          |                                       |            |                                                         | Încărcați imagine | Raportați eroare |
| 54118.04.01                              | Situl arheologic de la Socol - Kruglița de Mijloc / ansamblu anonim (Categorie: locuire) (Tip: Așezare)                                                  | sat Socol, comuna Socol                       | Kruglița de Mijloc                    | Starčevo - Criș                       |            |                                                         | Încărcați imagine | Raportați eroare |
| 54118.04.02                              | Situl arheologic de la Socol - Kruglița de Mijloc / ansamblu anonim (Categorie: locuire) (Tip: Așezare)                                                  | sat Socol, comuna Socol                       | Kruglița de Mijloc                    | sec. VIII-IX                          |            |                                                         | Încărcați imagine | Raportați eroare |
| 54118.04.03                              | Situl arheologic de la Socol - Kruglița de Mijloc / ansamblu anonim (Categorie: locuire) (Tip: Necropolă)                                                | sat Socol, comuna Socol                       | Kruglița de Mijloc                    | sec. XII-XIV                          |            |                                                         | Încărcați imagine | Raportați eroare |
| 54118.05.01                              | Așezarea daco-romană de la Socol / ansamblu anonim (Categorie: locuire) (Tip: Așezare)                                                                   | sat Socol, comuna Socol                       |                                       | sec. III-IV                           |            |                                                         | Încărcați imagine | Raportați eroare |
| 51975.02.01                              | Așezarea neolitică de la Socolari - Peștera Socolari / ansamblu anonim (Categorie: locuire) (Tip: Așezare în peșteră)                                    | sat Socolari, comuna Ciclova Română           | Peștera Socolari                      |                                       |            |                                                         | Încărcați imagine | Raportați eroare |
| 51975.03.01                              | Așezarea medievală de la Socolari / ansamblu anonim (Categorie: locuire) (Tip: Așezare)                                                                  | sat Socolari, comuna Ciclova Română           |                                       | sec. VIII-X                           |            |                                                         | Încărcați imagine | Raportați eroare |
| 51975.04                                 | | sat Socolari, comuna Ciclova Română           |                                       |                                       |            |                                                         | Încărcați imagine | Raportați eroare |
| 53997.01.01                              | Tumulii preistorici de la Străneac / ansamblu anonim (Categorie: descoperire funerară) (Tip: Tumuli)                                                     | sat Streneac, comuna Sichevița                |                                       |                                       |            |                                                         | Încărcați imagine | Raportați eroare |
| 52892.03.01                              | Movilele din epoca bronzului de la Surducu Mare / ansamblu anonim (Categorie: descoperire funerară) (Tip: movile)                                        | sat Surducu Mare, comuna Forotic              |                                       |                                       |            |                                                         | Încărcați imagine | Raportați eroare |
| 52892.04.01                              | Movila de epocă necunoscută de la Surducu mare / ansamblu anonim (Categorie: descoperire funerară) (Tip: Movilă de pământ)                               | sat Surducu Mare, comuna Forotic              |                                       |                                       |            |                                                         | Încărcați imagine | Raportați eroare |
| 52892.05.01                              | Tumulul de epocă necunoscută de la Surducu Mare / ansamblu anonim (Categorie: descoperire funerară) (Tip: Așezare)                                       | sat Surducu Mare, comuna Forotic              |                                       |                                       |            |                                                         | Încărcați imagine | Raportați eroare |
| 52892.06.01                              | Mina de epocă romană de la Surducu Mare - Mina Surducu Mare / ansamblu anonim (Categorie: exploatare/carieră) (Tip: mină de aur, argint, cupru și plumb) | sat Surducu Mare, comuna Forotic              | Mina Surducu Mare                     |                                       |            |                                                         | Încărcați imagine | Raportați eroare |